# رامان پاریمالا
رامان پاریمالا (انگلیسی: Raman Parimala؛ زادهٔ ۱۹۴۸) دانشمند در زمینه جبر اهل هند است.